# (2309) Mr. Spock
(2309) Mr. Spock és un petit asteroide del cinturó principal. Va ser descobert el 1971 per James B. Gibson. El seu nom no prové directament del personatge Mr. Spock de Star Trek sinó del gat del descobridor. Igual que el personatge de ficció, el felí en qüestió era "impertorbable, lògic, intel·ligent i tenia les orelles punxegudes". El nom va produir certa polèmica i a conseqüència d'això la Unió Astronòmica Internacional va decidir introduir una norma desalentant els noms de mascotes per a objectes celestes (tot i que aquest no era el primer asteroide a rebre un nom de mascota). Des de llavors, d'altres asteroides han estat batejats en honor de personatges de Star Trek, així com de músics i d'altres figures de la cultura pop.